# Petras Papovas
Petras Papovas, ros. Пётр Попов, trb. Piotr Popow (ur. 25 stycznia 1947 w m. Mironiškis w rejonie jezioroskim) – litewski polityk rosyjskiego pochodzenia, inżynier, minister, poseł na Sejm Republiki Litewskiej (1990–2004).

## Życiorys
Pochodzi z wielodzietnej rodziny prawosławnej zamieszkałej od pokoleń na Litwie. Brat Vasilijusa Popovasa. W 1970 ukończył Litewską Akademię Rolniczą ze specjalnością inżyniera-mechanika, po czym pracował w zawodzie na terenie gospodarstwa Akademii, w kołchozie w miejscowości Čedasai koło Rakiszek oraz w gospodarstwie Litewskiej Akademii Weterynaryjnej. Był wicedyrektorem kombinatu rolno-przemysłowego w Jeziorosach (1983–1988).
Zaangażowany w działalność partyjną, od 1988 do 1990 pełnił funkcję I sekretarza komitetu rejonowego Komunistycznej Partii Litwy w Jeziorosach. W marcu 1990 powierzono mu mandat deputowanego ludowego rady rejonowej w Jeziorosach, który sprawował przez dwa miesiące. W kwietniu tego samego roku został wybrany deputowanym ludowym do Rady Najwyższej Litewskiej SRR, która przekształciła się w Sejm Republiki Litewskiej. Po raz kolejny mandat uzyskiwał w wyborach z 1992, 1996 i 2000 w okręgu wyborczym Jeziorosy-Wisaginia.
W 1990 przystąpił do Litewskiej Demokratycznej Partii Pracy – był członkiem jej rady oraz prezydium, kierował również oddziałem partii w Jeziorosach. W 1996 pełnił przez kilka miesięcy urząd ministra ds. reform administracji publicznej w rządzie tworzonym przez postkomunistów. Od 2001 do 2004 stał na czele Komisji Administracji i Spraw Samorządowych Sejmu Republiki Litewskiej. Nie uzyskał reelekcji. Objął funkcję dyrektora publicznej instytucji – Europejskiego Centrum Informacyjnego.
W 2001 został działaczem Litewskiej Partii Socjaldemokratycznej, członkiem jej rady oraz kierownikiem oddziału w Jeziorosach. W 2000 wszedł w skład rady rejonowej rejonu jezioroskiego. Po raz kolejny wybierano go w 2002, 2007, 2011, 2015 i 2019. Związał się w międzyczasie z Litewską Socjaldemokratyczną Partią Pracy.